# Serra de Santo Antônio (Piauí)
A Serra de Santo Antônio é uma serra localizada no centro norte do estado brasileiro do Piauí, com área preponderante nos municípios de Campo Maior, Coivaras e Alto Longá. Possui altitude máxima de 402 metros e com vegetação típica da Mata dos Cocais. De acordo como Cláudio Bastos, a serra é: " de forma tabular. Prolongamento da serra da Ibiapaba, vinda do leste, serve de baliza às aeronaves na rota Fortaleza - Teresina" (BASTOS, 1994. p 505).

## Parque estadual

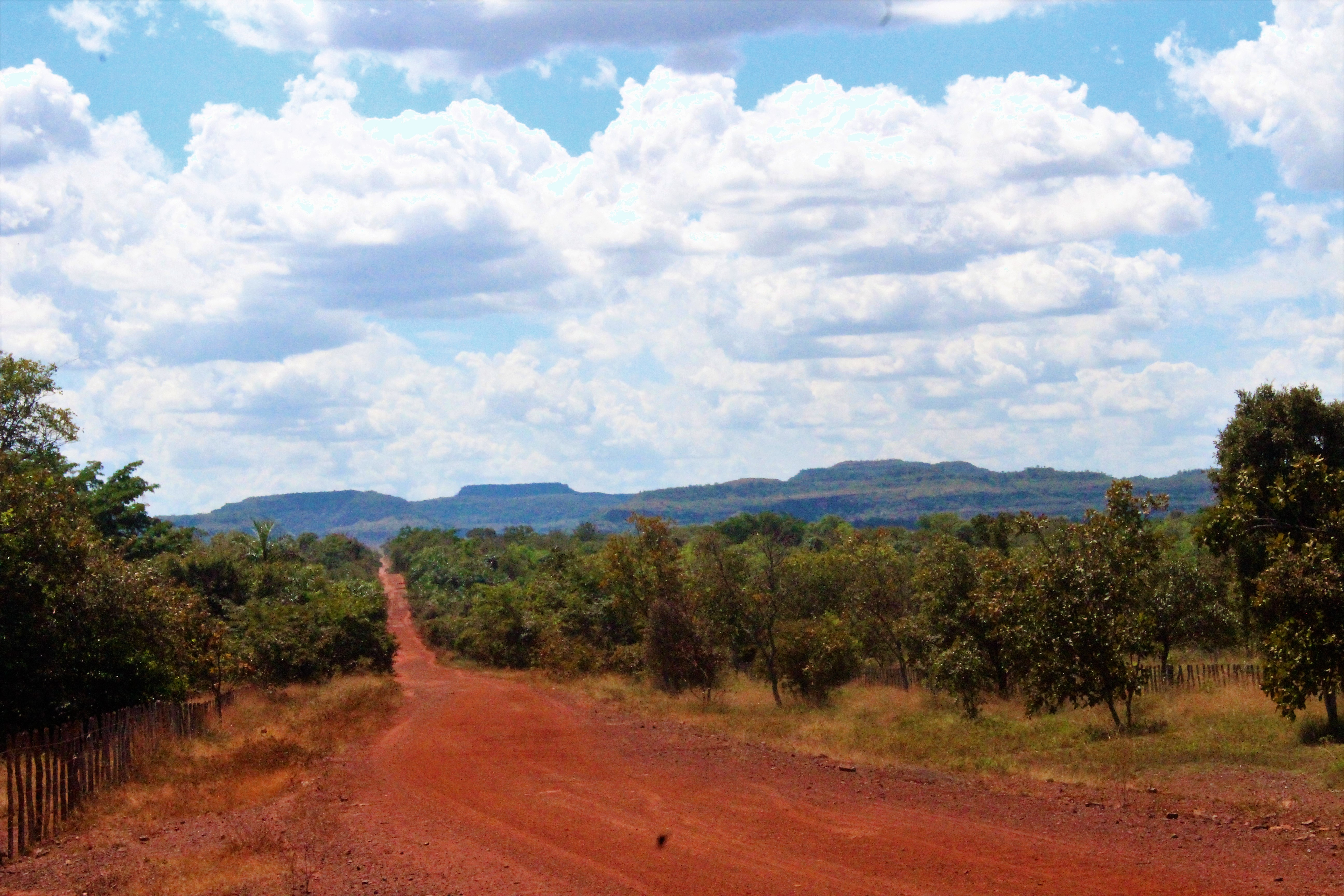

Em 8 de julho de 2019 o Diário Oficial do Estado do Piauí publica o decreto nº 18.345 decretando a criação do Parque Estadual da Serra de Santo Antônio.

## Galeria de Imagens

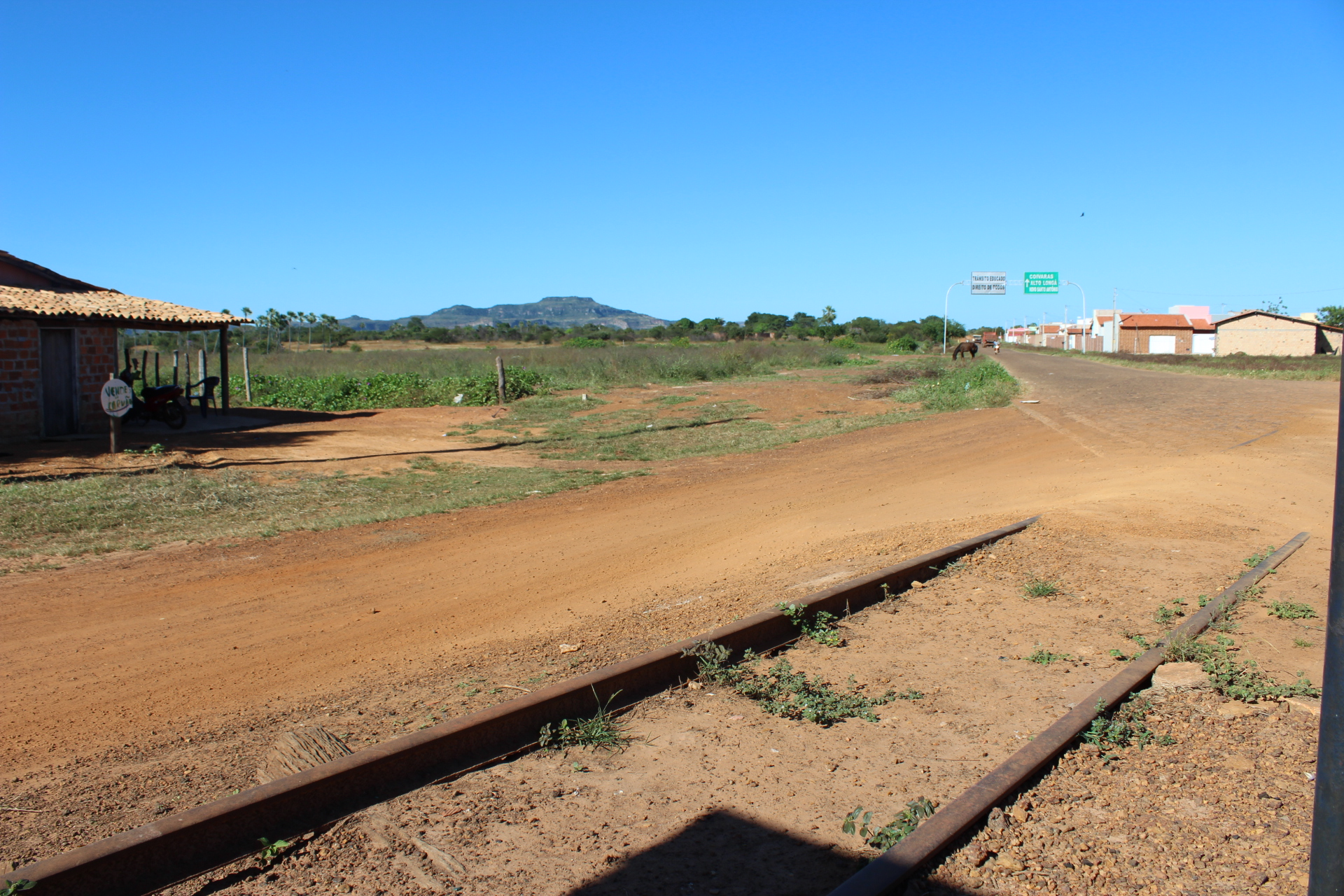
Vista da Estrada de Ferro Central do Piauí
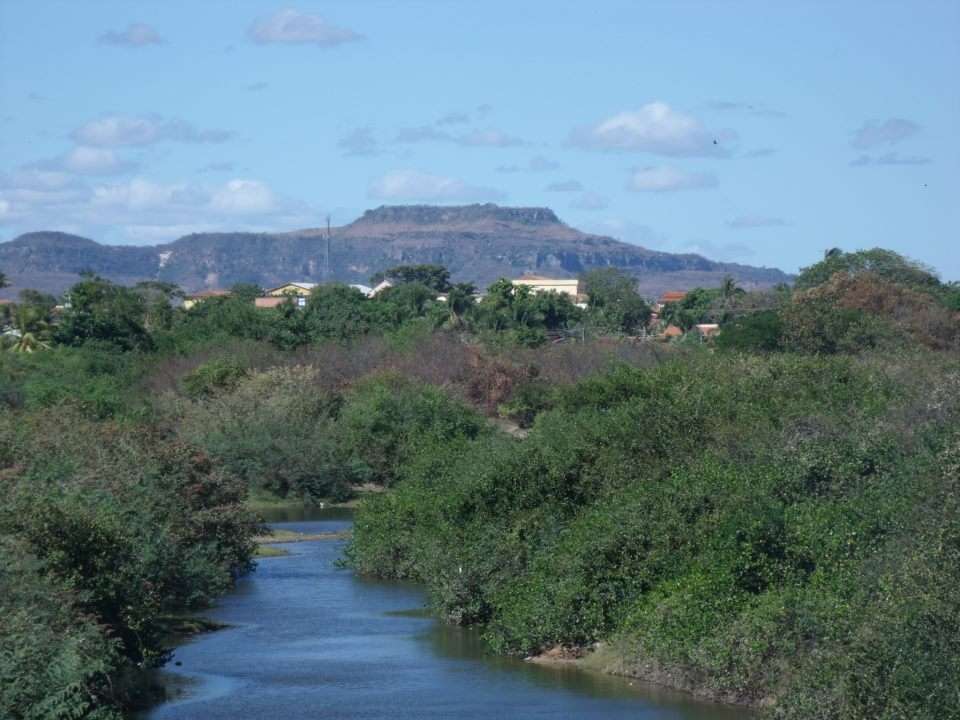
Vista a partir do Rio Surubim.
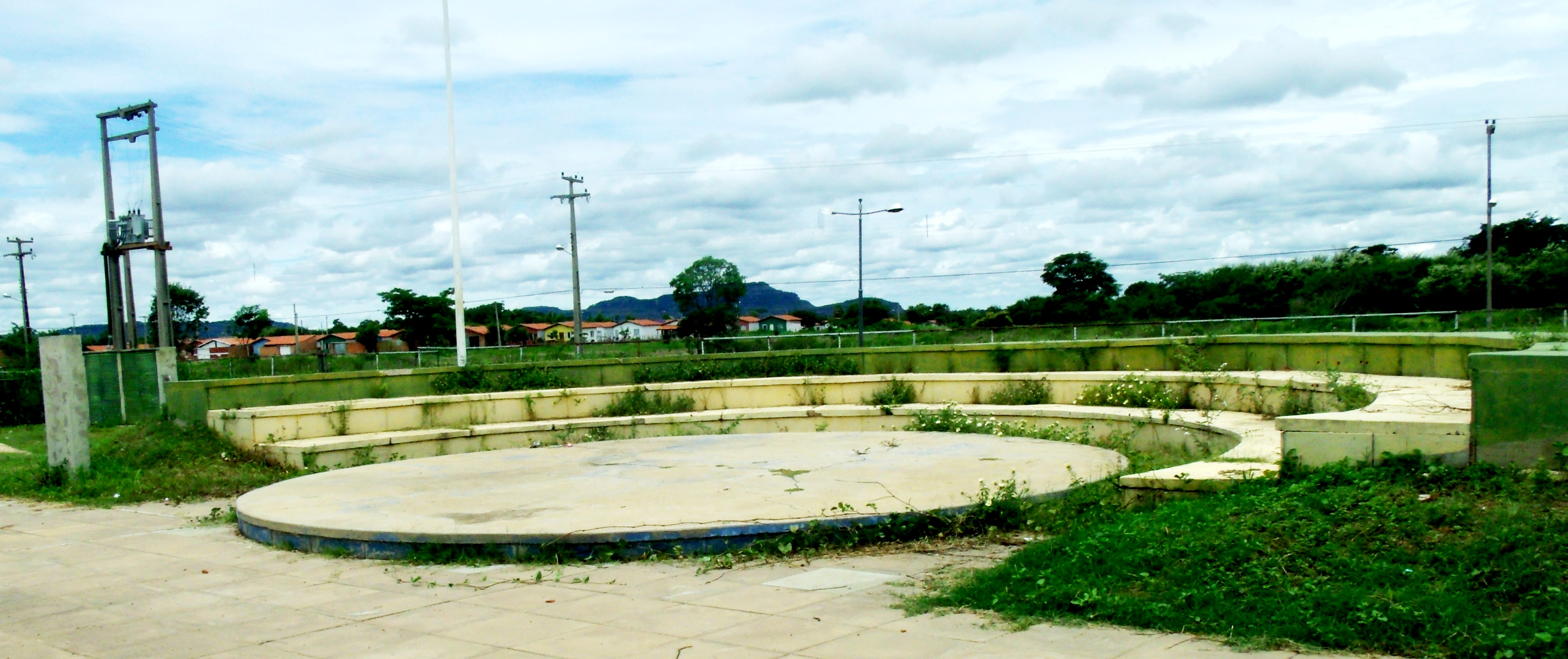
Vista por trás do anfiteatro da escola CAIC, no bairro Fripisa em Campo Maior
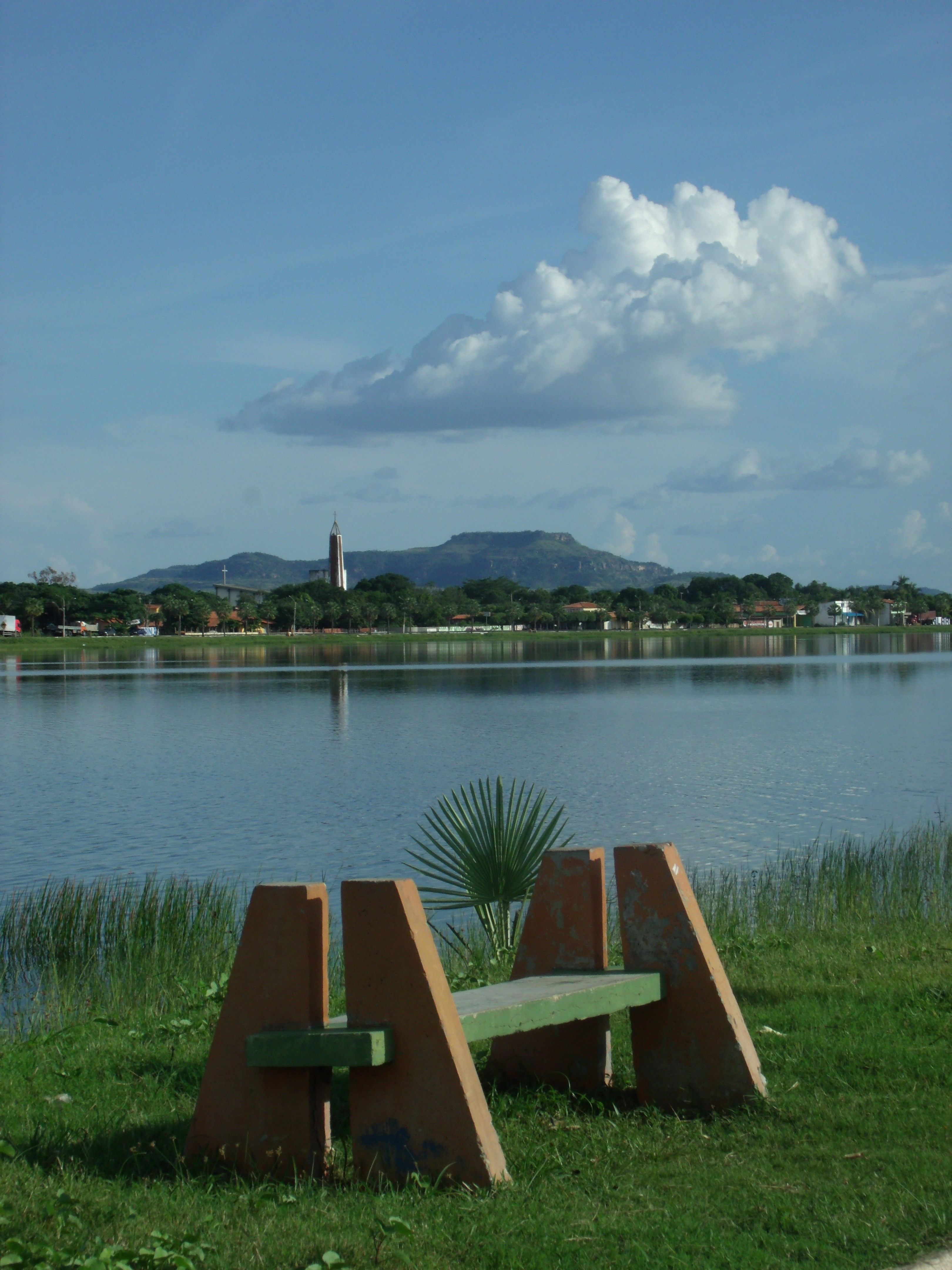
Vista ao fundo do açude de Campo Maior.
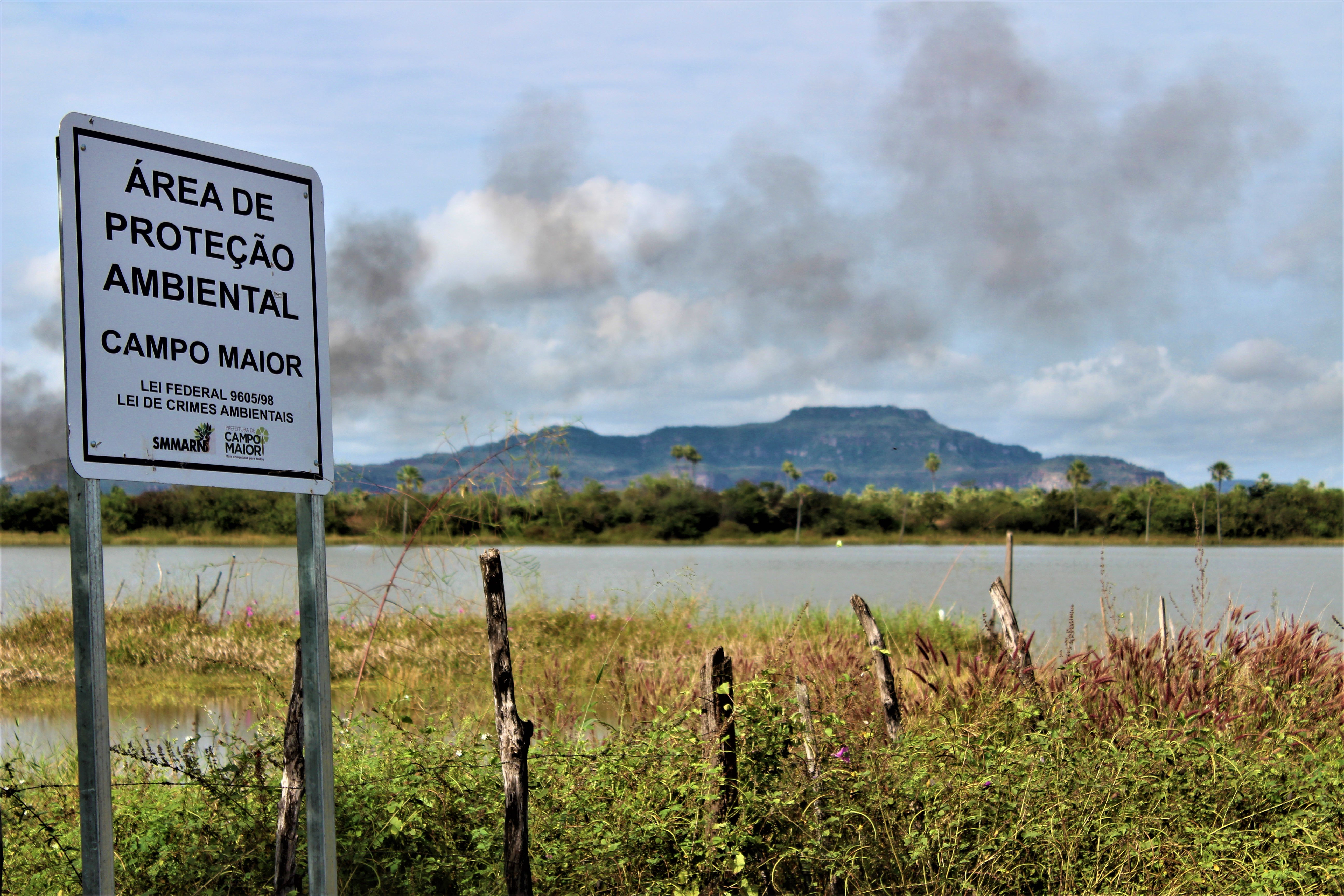
Vista do Açude do Estrela.